# Каптеров, Михаил Иванович
Михаил Иванович Каптеров (бел. Міхаіл Іванавіч Капцераў, 12 июня 1938, Михалиново, Дубровенский район, Витебская область — 1990) — работник сельского хозяйства, Герой Социалистического Труда (1976).

## Биография
После завершения семилетней школы в 1952 году начал работать в колхозе «Красное знамя». Окончил Высоковское училище механизации сельского хозяйства, работал комбайнёром Орловичской МТС.
В 1957 году был призван на военную службы в Советскую Армию. С 1960 года работал механизатором в совхозе имени Черняховского, затем — бригадиром. В 1976 году намолотил за жатву 687 тонн зерна.
Указом Президиума Верховного Совета СССР Михаилу Ивановичу Каптерову в 1976 году присвоено звание Героя Социалистического Труда.
С 1980 по 1985 — депутат Верховного Совета БССР.

## Награды
- Герой Социалистического Труда (19760.)
- Орден Ленина — дважды.
- Орден Октябрьской Революции.
- Орден Трудового Красного Знамени.